# Салазкин, Аркадий Сергеевич
Арка́дий Серге́евич Салазкин (1870—1932) — касимовский городской голова в 1909—1914 гг., член Государственной думы 2-го и 4-го созывов от Рязанской губернии.

## Биография

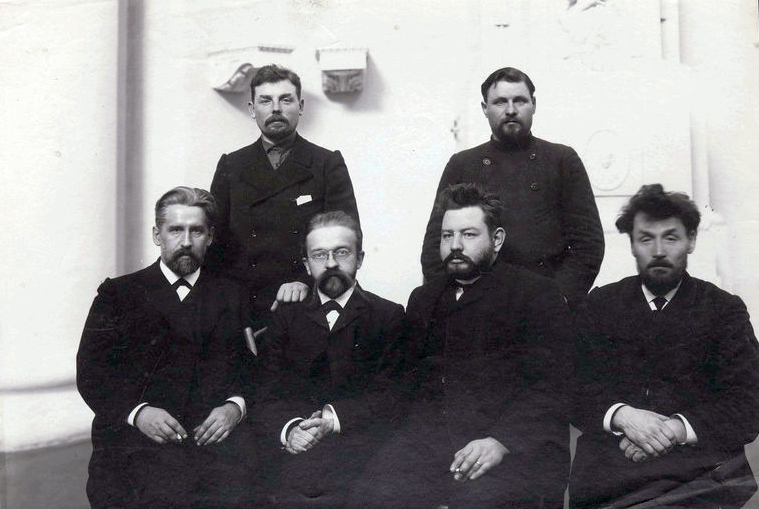
Члены 2-й Государственной думы от Рязанской губернии. А. С. Салазкин — второй слева, сидит.

Православный. Потомственный почетный гражданин, домовладелец городов Касимова и Сапожка. Сын касимовского купца 1-й гильдии Сергея Леонтьевича Салазкина, бывшего городским головой. Старший брат Сергей — биохимик, министр Временного правительства.
Высшее образование получил на физико-математическом факультете университета Св. Владимира, который окончил в 1896 году со степенью кандидата естественных наук.
По окончании университета посвятил себя коммерческой деятельности в сфере железной и чугунной промышленности, возглавляя правление товарищества «Салазкина С. А. наследники». Также принимал активное участие в делах общественных. Избирался гласным Касимовского уездного и Рязанского губернского земских собраний (с 1897), почетным мировым судьей по Касимовскому уезду и гласным Касимовской городской думы (с 1898). Кроме того, состоял членом Касимовского уездного училищного совета, председателем попечительного совета Касимовской женской гимназии, почетным попечителем Касимовского технического училища, почетным членом Нижегородской губернской ученой архивной комиссии и действительным членом Нижегородского губернского статистического комитета. После провозглашения Октябрьского манифеста стал одним из лидеров кадетской партии в Касимове. Состоял выборщиком в Государственные думы всех 4 созывов.
В феврале 1907 года был избран членом II Государственной думы от Рязанской губернии. Входил во фракцию кадетов. Состоял членом комиссий: по народному образованию, по городскому самоуправлению и по рабочему вопросу.
В 1909 году был избран касимовским городским головой, в каковой должности пробыл до 1914 года. С 1909 года состоял также членом учетно-ссудного комитета Нижегородского отделения Государственного банка, с 1910 года — председателем Нижегородского ярмарочного и ярмарочного биржевого комитетов.
В 1912 году был избран членом IV Государственной думы от Рязанской губернии. Входил во фракцию кадетов и Прогрессивный блок. Состоял членом комиссий: бюджетной, о торговле и промышленности, а также по исполнению государственной росписи доходов и расходов. Во время Первой мировой войны был уполномоченным Министерства земледелия по заготовке хлеба для армии в Нижегородской губернии, а также представителем Думы в Центральном бюро по мукомолью при Особом совещании для обсуждения и объединения мероприятий по продовольственному делу.
Во время Февральской революции исполнял поручения Временного комитета Государственной думы. 1 марта 1917 года был назначен комиссаром ВКГД в Петроградском телеграфном агентстве, затем избран в Совет министра земледелия по продовольствию, 15 марта назначен членом Общегосударственного продовольственного комитета. 8 апреля 1917 года назначен комиссаром Временного правительства по делам Нижегородской ярмарки. На съезде кадетской партии в июле 1917 года был выдвинут кандидатом в члены Учредительного собрания по Рязанскому округу, однако избран не был.
После Октябрьской революции участвовал в Белом движении. Входил в подпольную организацию Всероссийский национальный центр. Осенью 1918 года выехал из Москвы на Юг России, в расположение Добровольческой армии. 18 февраля 1919 года был назначен членом Совета начальника Управления продовольствия Особого совещания при Главнокомандующем ВСЮР.
Умер в 1932 году. Похоронен на Ваганьковском кладбище. Его жена Надежда Владимировна (1881—1960) похоронена там же. Их сыновья: Михаил (1903—1981), профессор-нейрохирург, и Кирилл (1919—1991), доцент МИХМ.